# Pittidae
I Pittidi (Pittidae Swainson, 1831) sono una famiglia di uccelli passeriformi.

## Descrizione
Le pitte sono uccelli di dimensioni medio-piccole, che vanno dai 15 cm di lunghezza e i 42 grammi di peso della pitta dalle bande blu ai 29 cm e 210 g della pitta maggiore.
Questi uccelli hanno aspetto robusto e paffuto, con tibiotarso allungato ed ali generalmente di forma arrotondata (le specie che effettuano migrazioni hanno ali più forti e allungate) provviste di dieci remiganti primarie, mentre la coda è molto corta e presenta dodici penne: la testa è grande e allungata, con becco leggermente incurvato.

La livrea è insolitamente sgargiante per degli uccelli che vivono nel sottobosco, e sessualmente dimorfica nella maggior parte delle specie: solo nella pitta ornata ambedue i sessi mostrano colorazione criptica, mentre nella maggior parte delle pitte l'area ventrale e la calotta sono di colore acceso (rosso, arancio, azzurro), mentre su ali e dorso prevalgono in genere i toni del bruno o del verdastro.

## Biologia
Le pitte sono uccelli diurni e molto timidi che si orientano utilizzando perlopiù la vista. Tutte le specie hanno abitudini solitarie e mostrano una spiccata territorialità nei confronti dei conspecifici, occupando e difendendo con parate ed atteggiamenti aggressivi territori di estensione variabile dai 3000 m² della pitta africana ai 10.000 m² della pitta arcobaleno. Le specie migratorie possono associarsi in gruppetti durante il volo, salvo poi ritornare ad abitudini solitarie una volta giunte a destinazione.

### Alimentazione
La dieta delle pitte si compone perlopiù di lombrichi, seguiti in ordine d'importanza dalle lumache, per frantumare i gusci delle quali alcune specie si servono di rocce o superfici dure contro cui sbatterle ripetutamente: questi uccelli si nutrono inoltre senza problemi di molte specie d'insetti ed altri piccoli invertebrati, con alcune specie (pitta arcobaleno e pitta ninfa) che sono state osservate anche uccidere e nutrirsi di piccoli vertebrati come scinchi, rane e addirittura piccoli serpenti e topiragni.

La ricerca del cibo avviene utilizzando l'olfatto e in una maniera molto simile a quanto osservabile nei tordi, col becco che viene spesso inserito nel suolo umido per percepire le tracce lasciate da eventuali prede: a tale scopo, il bulbo olfattivo delle pitte appare molto sviluppato rispetto ad altre specie di passeriformi.

### Riproduzione
Le pitte sono uccelli monogami, che durante la stagione degli amori (che coincide con la stagione delle piogge, mentre nella sola pitta superba non è individuabile un periodo degli amori vero e proprio) abbandonano la propria vita solitaria per riunirsi in coppie, che mostrano territorialità ancora più marcata. Il corteggiamento è stato osservato nella sola pitta africana, col maschio che compie danze elaborate che comprendono fra l'altro saltelli e picchiate effettuati con le piume della testa arruffate.

Il nido è piuttosto rudimentale ma di ragguardevoli dimensioni: esso ha una forma a cupola e viene costruito indifferentemente al suolo o fra i rami (fanno eccezione le specie africane che nidificano unicamente su questi ultimi), molto ben nascosto fra la vegetazione e il fogliame, in alcuni casi con sfoggio di bastoncini e sterco nei pressi dell'entrata. Ambedue i sessi collaborano alla costruzione del nido, che viene utilizzato per una singola cova: al suo interno la femmina depone un numero di uova che va dalle 2 della pitta granatina alle 6 della pitta delle Molucche e della pitta indiana, sebbene anche nell'ambito della stessa specie il numero di uova per covata possa variare, apparendo maggiore nelle popolazioni diffuse in climi temperati e minore in quelle diffuse in climi tropicali. Le uova vengono covate da ambedue i genitori per un periodo che va dai 14 ai 18 giorni a seconda della specie: alla schiusa, i nidiacei sono ciechi ed implumi, ed i gusci delle uova vengono consumati dai genitori, che collaborano anche nell'allevamento della prole. I nidiacei, anche una volta in grado di lasciare il nido, non seguono i genitori nelle loro attività fino a quando non sono completamente svezzati e quindi di fatto indipendenti.

## Distribuzione e habitat
Le pitte sono uccelli dalla diffusione estremamente vasta, con la maggior parte delle specie che si concentra in Asia meridionale ed Australasia, e due specie diffuse anche in Africa.

Il loro habitat è rappresentato dalle aree di foresta con ricco sottobosco, alto tasso d'umidità e a basse altitudini. La stragrande maggioranza delle specie è sedentaria, ma alcune (pitta indiana, pitta africana, pitta ninfa, pitta delle Molucche e la sottospecie cucullata della pitta dal cappuccio) effettuano migrazioni anche di una certa entità, le cui rotte sono ancora in larga parte sconosciute e poco studiate.

## Tassonomia
Le pitte sono state descritte scientificamente per la prima volta da Linneo nella XII edizione del 1766 del suo Systema Naturae: lo studioso svedese ascrisse questi uccelli al genere Corvus. Dieci anni dopo essi vennero accorpati ai turdidi per le analogie morfologiche e comportamentali (soprattutto nella modalità di ricerca del cibo), ma è nel 1816 che Vieillot li classifica in un proprio genere, Pitta, ritenendone inoltre possibile l'appartenenza a una famiglia a sé stante.
Tradizionalmente, le pitte sono state considerate filogeneticamente vicine agli eurilaimi asiatici, e tale vicinanza è stata confermata nel 2006: nel corso degli anni il singolo genere Pitta ascritto alla famiglia è stato frazionato in un numero di tronconi che va dai due di Daniel Elliot (il quale istituiva un nuovo genere, Brachyurus, per le specie dalla coda corta, lasciando quelle dalla coda più lunga nel genere Pitta) ai nove di Gould, che ascriveva alla famiglia anche il genere Melampitta, il cui status tassonomico è ancora incerto. Ancora oggi il giudizio degli studiosi è lungi dall'essere unanime, con alcuni autori che continuano a ritenere corretta l'ascrizione alla famiglia del singolo genere Pitta.

Gli studi effettuati sul DNA hanno mostrato che la famiglia si divide in tre cladi principali, corrispondenti ai tre generi accettati dal Congresso Ornitologico Internazionale. La classificazione della famiglia è perciò la seguente:
Famiglia Pittidae
- genere Hydrornis Blyth, 1843
  - Hydrornis phayrei  (Blyth, 1862) - pitta ornata
  - Hydrornis nipalensis  (Hodgson, 1837) - pitta del Nepal
  - Hydrornis soror  (Ramsay, RGW, 1881) - pitta dorso blu
  - Hydrornis oatesi Hume, 1873 - pitta collorosso
  - Hydrornis schneideri  (Hartert, 1909) - pitta di Schneider
  - Hydrornis caeruleus  (Raffles, 1822) - pitta maggiore
  - Hydrornis baudii  (Müller, S & Schlegel, 1839) - pitta testa blu
  - Hydrornis cyaneus  (Blyth, 1843) - pitta azzurra
  - Hydrornis elliotii  (Oustalet, 1874) - pitta ventre a barre

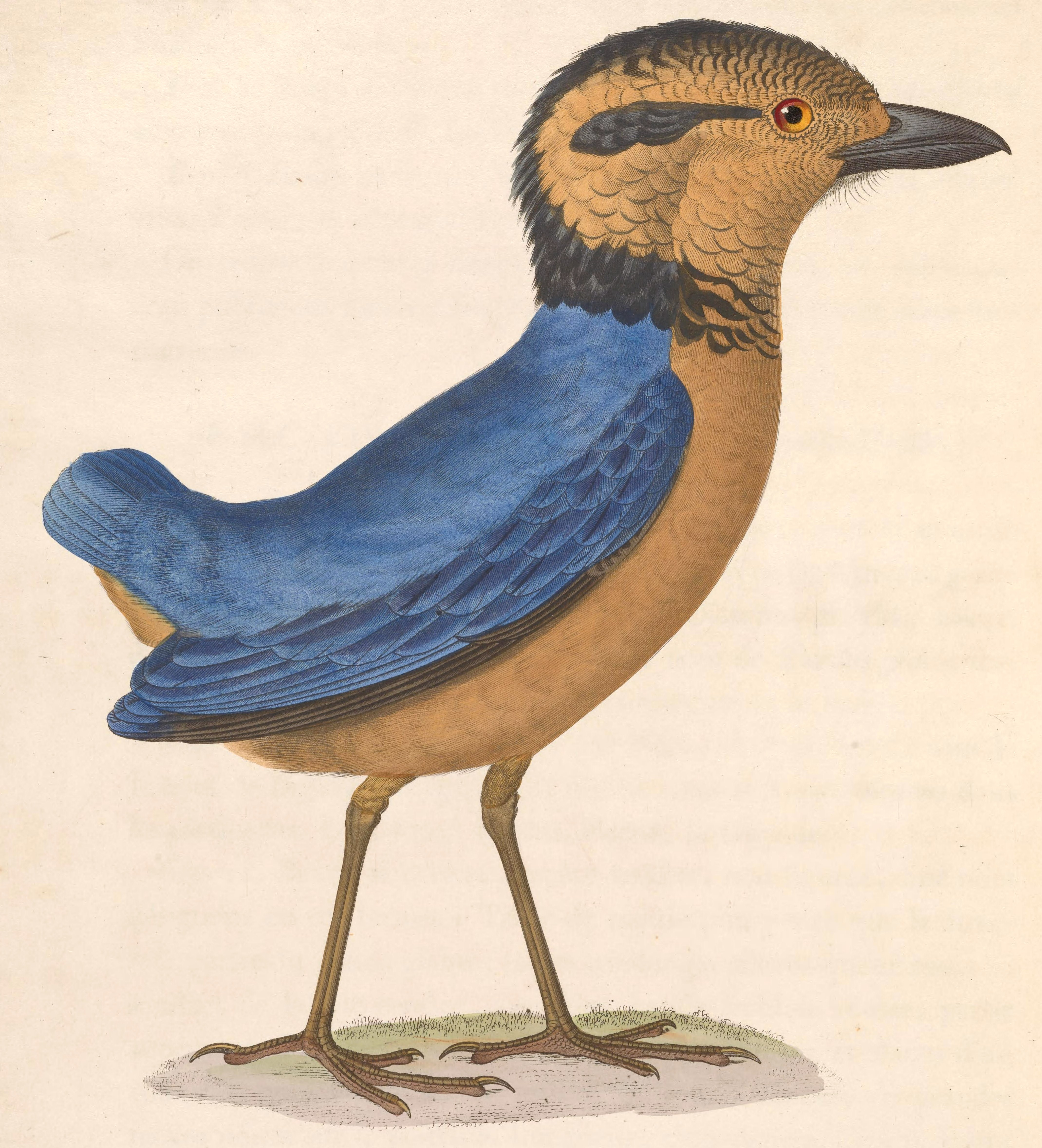
Illustrazione di Hydrornis caeruleus.

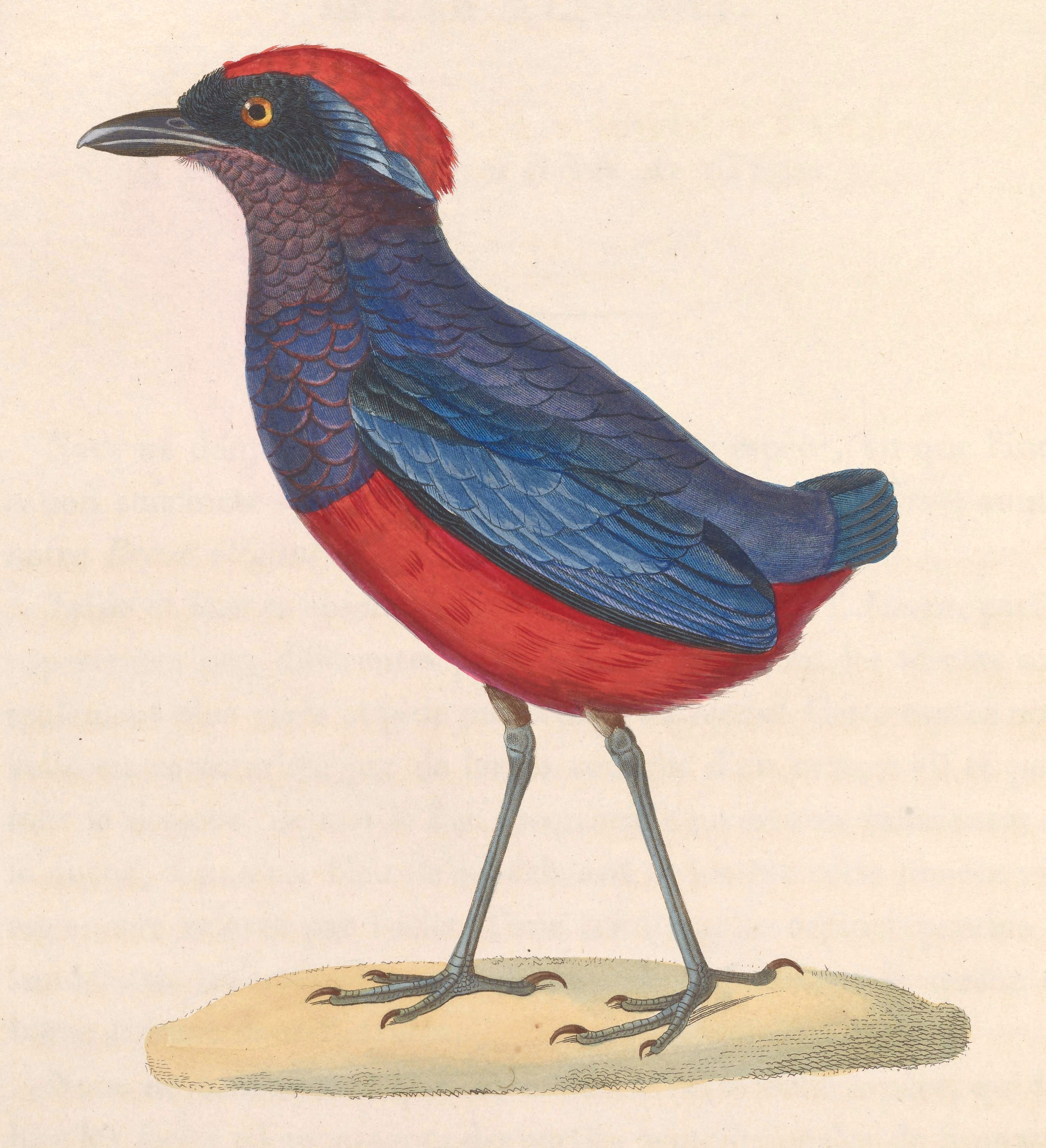
Illustrazione di Erythropitta granatina.

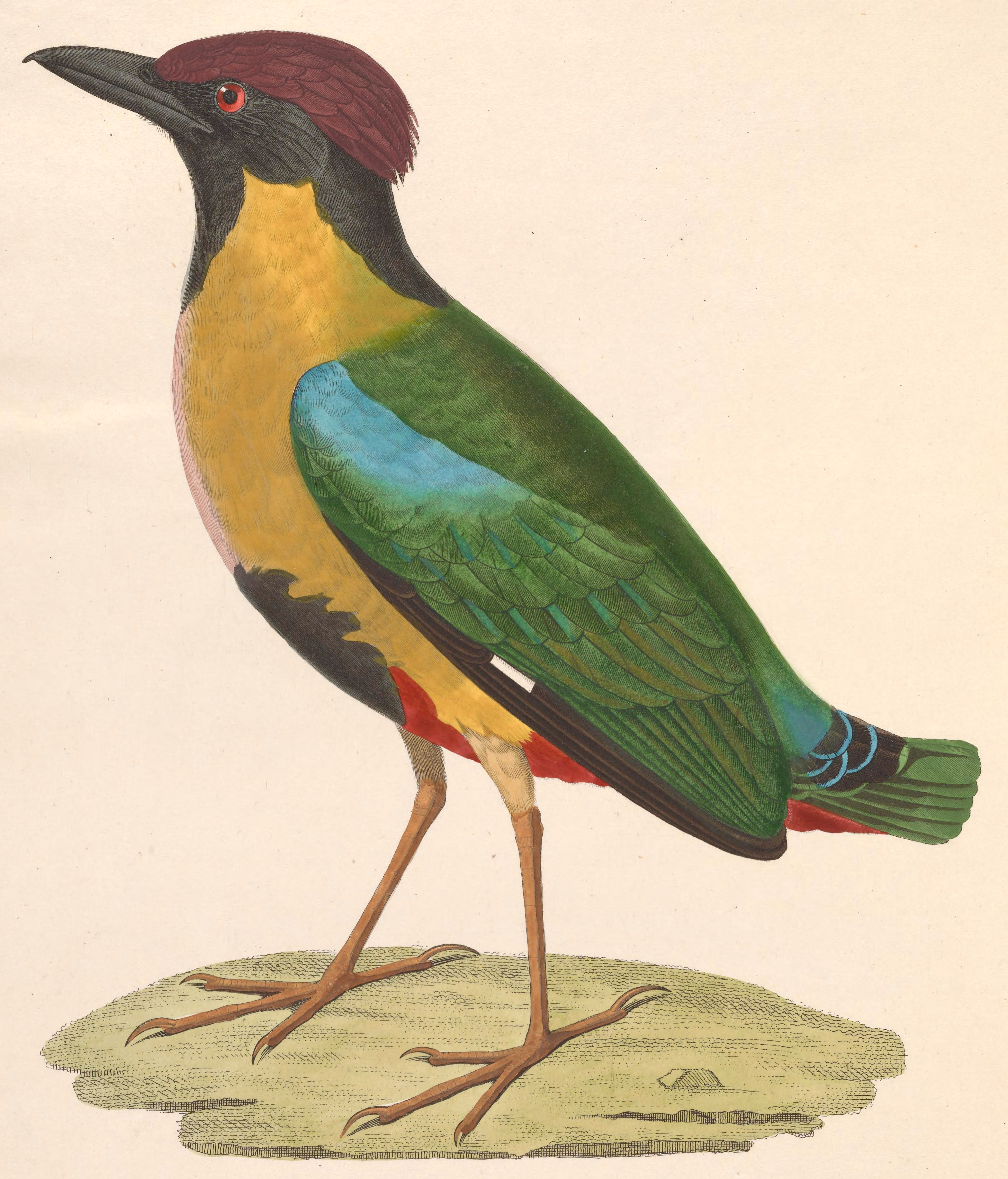
Illustrazione di Pitta versicolor.

  - Hydrornis guajanus  (Statius Müller, 1776) - pitta barrata di Giava
  - Hydrornis irena  (Temminck, 1836) - pitta barrata malese
  - Hydrornis schwaneri  (Bonaparte, 1850) - pitta barrata del Borneo
  - Hydrornis gurneyi (Hume, 1875) - pitta di Gurney
- genere Erythropitta Bonaparte, 1854
  - Erythropitta kochi  (Brüggemann, 1876) - pitta di Koch
  - Erythropitta erythrogaster  (Temminck, 1823) - pitta ventrerosso
  - Erythropitta arquata  (Gould, 1871) - pitta a bande blu
  - Erythropitta granatina  (Temminck, 1830) - pitta granatina
  - Erythropitta venusta  (Müller, S, 1836) - pitta graziosa
  - Erythropitta ussheri  (Gould, 1877) - pitta neroscarlatta
- genere Pitta Vieillot, 1816
  - Pitta sordida  (Statius Müller, 1776) - pitta dal cappuccio
  - Pitta maxima Müller S. & Schlegel, 1845 - pitta pettoavorio
  - Pitta steerii  (Sharpe, 1876) - pitta pettoazzurro
  - Pitta superba Rothschild & Hartert, 1914 - pitta superba
  - Pitta angolensis Vieillot, 1816 - pitta africana
  - Pitta reichenowi Madarász, 1901 - pitta pettoverde
  - Pitta brachyura  (Linnaeus, 1766) - pitta indiana
  - Pitta nympha Temminck & Schlegel, 1850 - pitta ninfa
  - Pitta moluccensis  (Statius Müller, 1776) - pitta delle Molucche
  - Pitta megarhyncha Schlegel, 1863 - pitta delle mangrovie
  - Pitta elegans Temminck, 1836 - pitta elegante
  - Pitta iris Gould, 1842 - pitta arcobaleno
  - Pitta versicolor Swainson, 1825 - pitta versicolore
  - Pitta anerythra Rothschild, 1901 - pitta faccianera